# Lighter

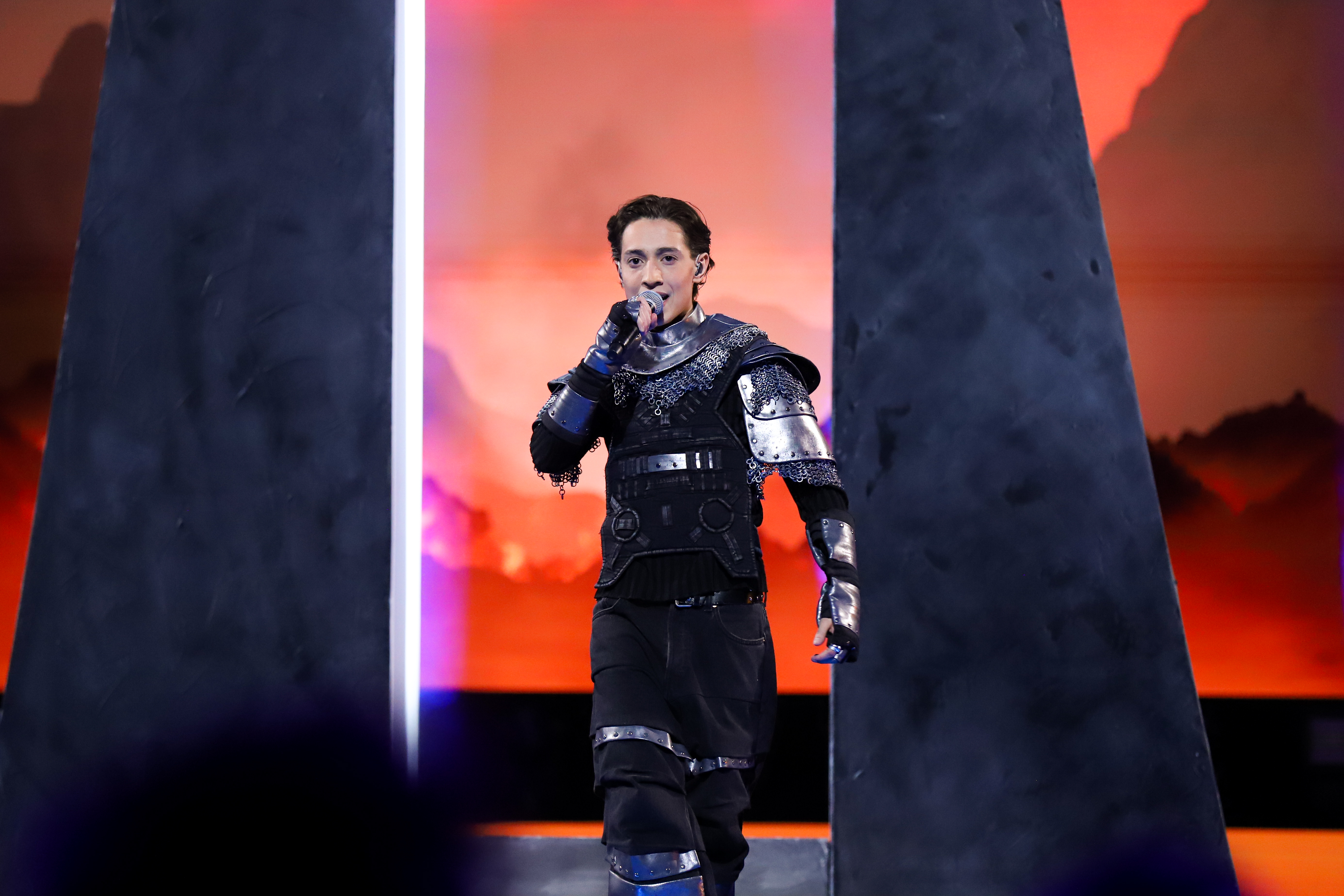
Alessandro under framförandet av låten i Melodi Grand Prix.

Lighter är en låt framförd av den norska sångaren Kyle Alessandro. Låten, som är skriven och producerad av Alessandro tillsammans med Adam Woods, representerade Norge i Eurovision Song Contest 2025 i Basel i Schweiz där den slutade på 18:e plats.